# Världscupen i längdåkning 1989/1990
Världscupen i längdskidåkning 1989/1990 startade i Soldier Hollow, Utah, USA den 9 december 1989 och avslutades i Vang, Norge den 18 mars 1990. Vegard Ulvang från Norge vann herrarnas totalcup, medan Larisa Lazutina från Sovjetunionen vann damernas dito.

## Tävlingskalender

### Herrar
| Placering | Datum            | Plats          | Distans                    | Etta               | Tvåa              | Trea               |
| --------- | ---------------- | -------------- | -------------------------- | ------------------ | ----------------- | ------------------ |
| 1.        | 9 december 1989  | Soldier Hollow | 15 kilometer klassisk stil | Bjørn Dæhlie       | Vegard Ulvang     | Jochen Behle       |
| 2.        | 10 december 1989 | Soldier Hollow | Stafett 4 × 10 kilometer   | -                  | -                 | -                  |
| 3.        | 16 december 1989 | Calgary        | 15 kilometer fristil       | Christer Majbäck   | Bjørn Dæhlie      | Markus Gandler     |
| 4.        | 17 december 1989 | Calgary        | 50 kilometer klassisk stil | Jochen Behle       | Igor Badamsjin    | Maurilio De Zolt   |
| 5.        | 13 januari 1990  | Moskva         | 30 kilometer fristil       | Gunde Svan         | Vegard Ulvang     | Torgny Mogren      |
| 6.        | 17 februari 1990 | Campra         | 15 kilometer fristil       | Bjørn Dæhlie       | Vegard Ulvang     | Torgny Mogren      |
| 7.        | 21 februari 1990 | Val di Fiemme  | 30 kilometer klassisk stil | Gunde Svan         | Vegard Ulvang     | Bjørn Dæhlie       |
| 8.        | 22 februari 1990 | Val di Fiemme  | Stafett 4 x 10 kilometer   | -                  | -                 | -                  |
| 9.        | 25 februari 1990 | Reit im Winkl  | 30 kilometer fristil       | Vladimir Smirnov   | Torgny Mogren     | Jochen Behle       |
| 10.       | 1 mars 1990      | Lahtis         | Stafett 4 x 10 kilometer   | -                  | -                 | -                  |
| 11.       | 3 mars 1990      | Lahtis         | 30 kilometer jaktstart     | Bjørn Dæhlie       | Vegard Ulvang     | Lars Håland        |
| 12.       | 6 mars 1990      | Trondheim      | 15 kilometer klassisk stil | Aleksej Prokurorov | Gunde Svan        | Christer Majbäck   |
| 13.       | 10 mars 1990     | Örnsköldsvik   | 30 kilometer klassisk stil | Terje Langli       | Harri Kirvesniemi | Vladimir Smirnov   |
| 14.       | 11 mars 1990     | Örnsköldsvik   | Stafett 4 x 10 kilometer   | -                  | -                 | -                  |
| 15.       | 16 mars 1990     | Oslo           | Stafett 4 x 10 kilometer   | -                  | -                 | -                  |
| 16.       | 17 mars 1990     | Vang           | 50 kilometer fristil       | Gunde Svan         | Torgny Mogren     | Alfred Runggaldier |
| 17.       | 18 mars 1990     | Vang           | Stafett 4 x 10 kilometer   | -                  | -                 | -                  |

### Damer
| Placering | Datum            | Plats          | Distans                     | Etta               | Tvåa               | Trea               |
| --------- | ---------------- | -------------- | --------------------------- | ------------------ | ------------------ | ------------------ |
| 1.        | 9 december 1989  | Soldier Hollow | 5 kilometer klassisk stil   | Jaana Savolainen   | Tuulikki Pyykkönen | Svetlana Nagejkina |
| 2.        | 10 december 1989 | Soldier Hollow | 15 kilometer fristil        | Stefania Belmondo  | Jelena Välbe       | Larisa Lazutina    |
| 3.        | 15 december 1989 | Thunder Bay    | 15 kilometer klassisk stil  | Larisa Lazutina    | Trude Dybendahl    | Svetlana Nagejkina |
| 4.        | 17 december 1989 | Thunder Bay    | Stafett 4 x 5 kilometer     | -                  | -                  | -                  |
| 5.        | 13 januari 1990  | Moskva         | Stafett 4 x 5 kilometer     | -                  | -                  | -                  |
| 6.        | 14 januari 1990  | Moskva         | 7,5 kilometer klassisk stil | Trude Dybendahl    | Raisa Smetanina    | Larisa Lazutina    |
| 7.        | 18 februari 1990 | Pontresina     | 15 kilometer fristil        | Manuela Di Centa   | Jelena Välbe       | Larisa Lazutina    |
| 8.        | 20 februari 1990 | Val di Fiemme  | 10 kilometer fristil        | Jelena Välbe       | Ljubov Jegorova    | Svetlana Nagejkina |
| 9.        | 22 februari 1990 | Val di Fiemme  | Stafett 4 x 5 kilometer     | -                  | -                  | -                  |
| 10.       | 24 februari 1990 | Bohinj         | Stafett 4 x 5 kilometer     | -                  | -                  | -                  |
| 11.       | 25 februari 1990 | Bohinj         | 10 kilometer klassisk stil  | Svetlana Nagejkina | Ljubov Jegorova    | Trude Dybendahl    |
| 12.       | 2 mars 1990      | Lahtis         | 5 kilometer fristil         | Jelena Välbe       | Svetlana Nagejkina | Larisa Lazutina    |
| 13.       | 4 mars 1990      | Lahtis         | Stafett 4 x 5 kilometer     | -                  | -                  | -                  |
| 14.       | 7 mars 1990      | Sollefteå      | 30 kilometer fristil        | Manuela Di Centa   | Gabriele Hess      | Jelena Välbe       |
| 15.       | 10 mars 1990     | Örnsköldsvik   | 10 kilometer klassisk stil  | Trude Dybendahl    | Manuela Di Centa   | Larisa Lazutina    |
| 16.       | 11 mars 1990     | Örnsköldsvik   | Stafett 4 x 5 kilometer     | -                  | -                  | -                  |
| 17.       | 17 mars 1990     | Vang           | 2 x 10 kilometer jaktstart  | Trude Dybendahl    | Larisa Lazutina    | Ljubov Jegorova    |

## Slutställning

### Herrar
| Placering | Åkare            | Poäng |
| 1.        | Vegard Ulvang    | 145   |
| 2.        | Gunde Svan       | 144   |
| 3.        | Bjørn Dæhlie     | 118   |
| 4.        | Jochen Behle     | 88    |
| 5.        | Christer Majbäck | 86    |
| 6.        | Torgny Mogren    | 78    |
| 7.        | Vladimir Smirnov | 74    |
| 8.        | Terje Langli     | 52    |
| 9.        | Jan Ottosson     | 48    |
| 10.       | Lars Håland      | 43    |

### Damer
| Placering | Åkare              | Poäng |
| 1.        | Larisa Lazutina    | 146   |
| 2.        | Jelena Välbe       | 137   |
| 3.        | Trude Dybendahl    | 136   |
| 4.        | Svetlana Nagejkina | 134   |
| 5.        | Manuela Di Centa   | 126   |
| 6.        | Ljubov Jegorova    | 94    |
| 7.        | Tamara Tichonova   | 76    |
| 8.        | Stefania Belmondo  | 66    |
| 9.        | Jaana Savolainen   | 52    |
| 10.       | Tuulikki Pyykkönen | 47    |